# Улица Платонова (Минск)
Улица Платонова (бел. Вуліца Платонава) — улица в центральной части Минска. Названа в честь белорусского актёра Бориса Платонова.

## Описание
В 1968 году улица Высокая переименована в честь белорусского актёра театра и кино, народного артиста БССР и СССР Бориса Викторовича Платонова (1903—1967), умершего годом ранее.
Улица начинается как продолжение улицы Чапаева, пересекается с улицами Козлова, Краснозвёздной, Гикало, Петруся Бровки, заканчивается перекрёстком с улицами Академической и Сурганова, упираясь в Ботанический сад.

## Здания
На улице находятся бизнес-центры «Виктория-плаза» и «Академия», учебный корпус № 5 Белорусского государственного университета информатики и радиоэлектроники, корпуса завода «Промсвязь», Институт порошковой металлургии НАН Беларуси, Институт тепло- и массообмена имени А. В. Лыкова НАН Беларуси. В 1982 году было построено здание Специального конструкторско-технологического бюро Министерства торговли БССР (д. 10; А. Е. Красовский, Т. В. Шавлюкевич и др.). В проектировании зданий, расположенных на улице, принимали участие крупные белорусские архитекторы Л. Г. Гафо (комплекс промышленных сооружений) и В. Н. Данилов (бизнес-центр). Ряд бывших производственных и складских помещений переоборудован в офисные помещения.
На улице расположены посольства Венгрии и Эстонии.

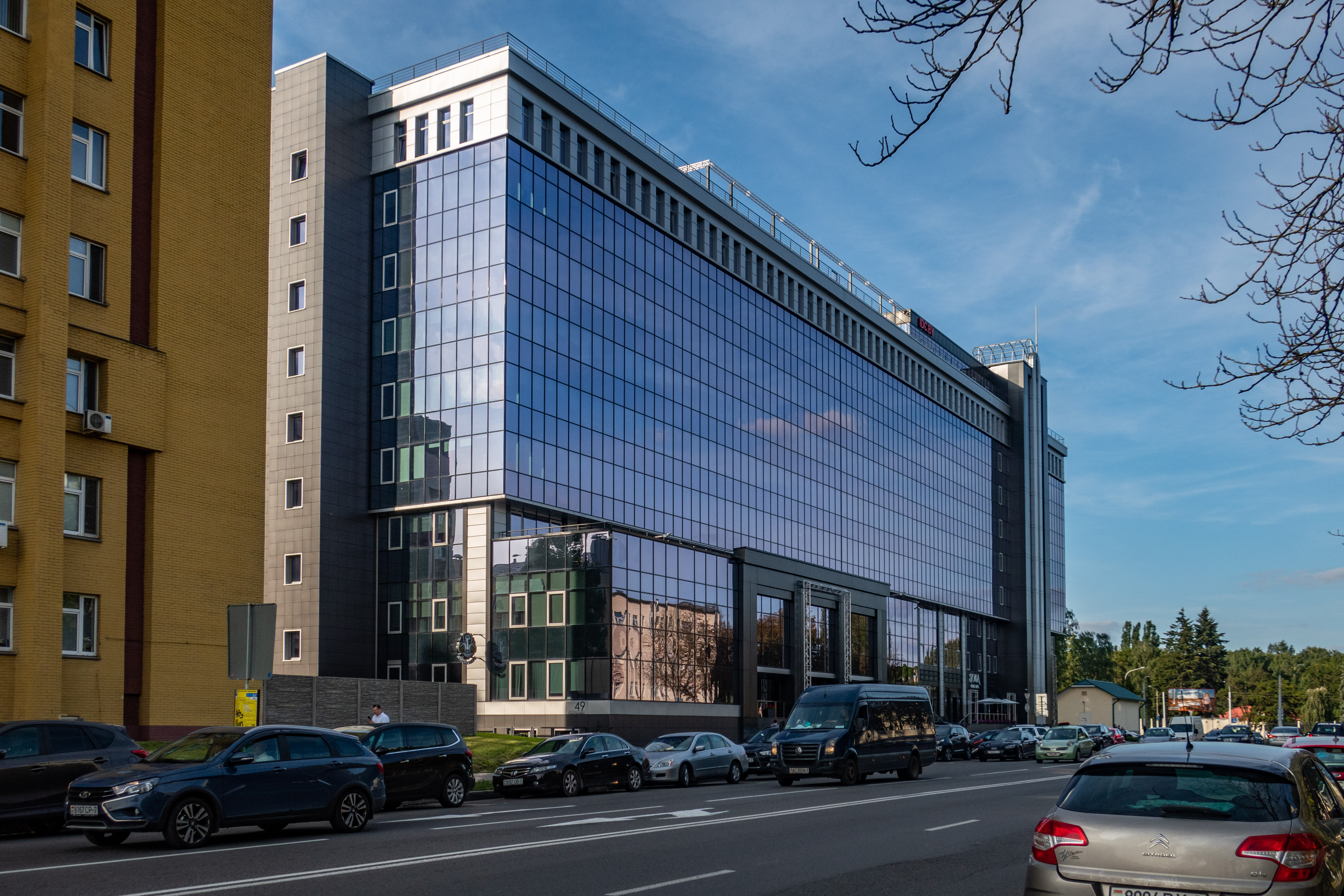
Бизнес-центр
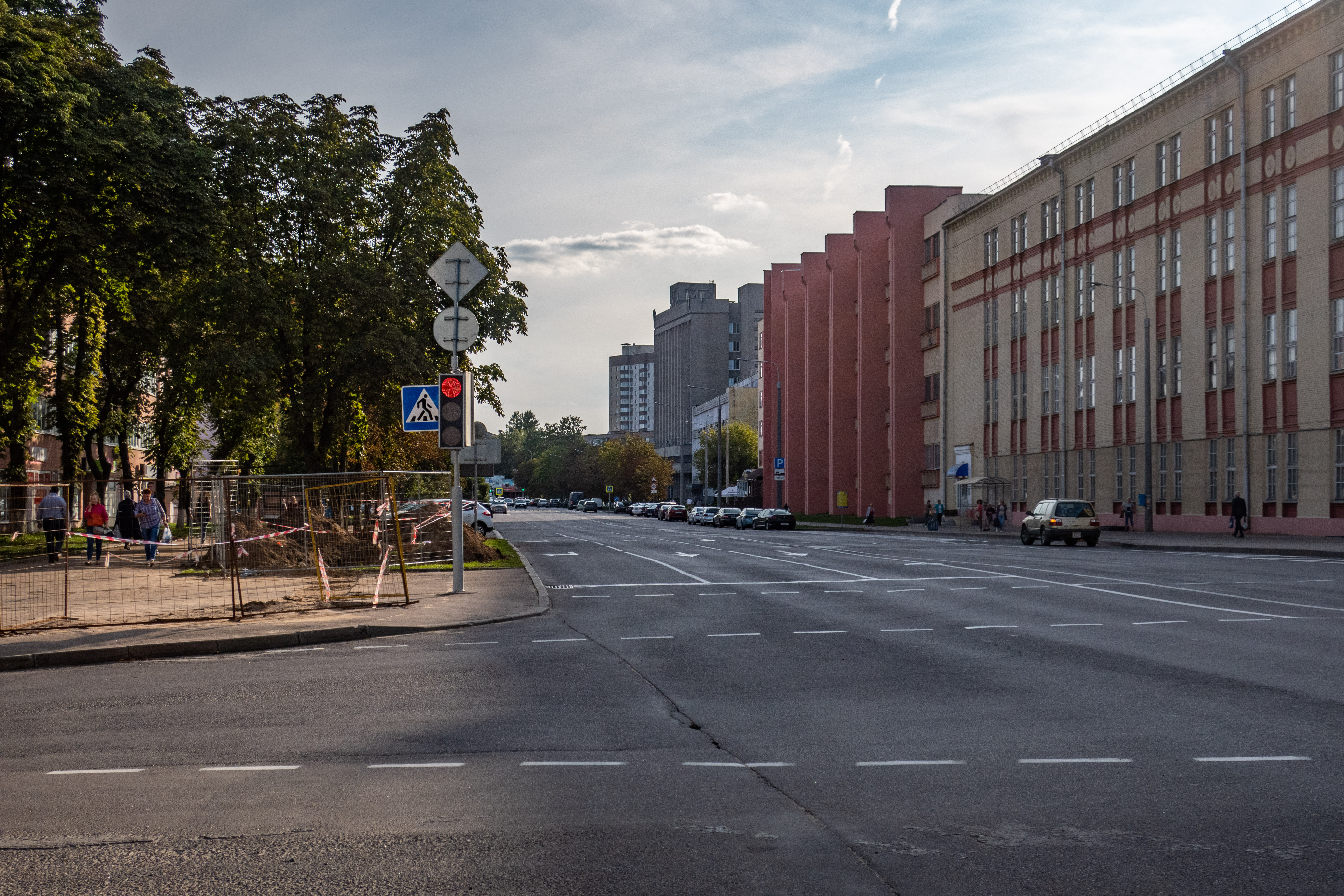

## Транспорт
По состоянию на март 2021 года на всём протяжении улицы курсирует автобус № 37. Поскольку улица проходит параллельно проспекту Независимости, в километре от улицы расположены три станции Минского метрополитена — Площадь Победы, Площадь Якуба Коласа и Академия наук. Также по улице проходит трамвай № 7, который затем следует по улице Чапаева.